# Monceau-le-Vieil
Pour les articles homonymes, voir Monceau.
Monceau-le-Vieil est une ancienne commune française, située dans le département de l'Aisne en région Hauts-de-France.

## Histoire
Monceau-Le-Viel était un hameau dépendant de Chevresis-le-Meldeux, dont il formait une paroisse séparée sous le nom de Saint-Martin. Il fut un fief important et appartenait, au XIe siècle, aux seigneurs de Ribemont.
La commune de  Chevresis-Monceau a été créée lors de la Révolution française. Le 2 juin 1819, Monceau-Le-Viel fusionne avec la commune voisine de Chevresis-le-Meldeux par ordonnance et la nouvelle entité prend le nom de Chevresis-Monceau.

## Administration
Jusqu'à sa fusion avec Chevresis-le-Meldeux en 1819, la commune faisait partie du canton de Ribemont dans le département de l'Aisne. Elle appartenait aussi à l'arrondissement de Saint-Quentin depuis 1801 et au district de Saint-Quentin entre 1790 et 1795. La liste des maires de Monceau-le-Vieil est :
| Période                                  | Période | Identité | Étiquette | Qualité |
| ---------------------------------------- | ------- | -------- | --------- | ------- |
|                                          |         |          |           |         |
| Les données manquantes sont à compléter. |         |          |           |         |

## Démographie
Jusqu'en 1819, la démographie de Monceau-le-Vieil était :
| 1793 | 1800 | 1806 | 1821 |
| ---- | ---- | ---- | ---- |
| 48   | 34   | 37   | 50   |